# 1273

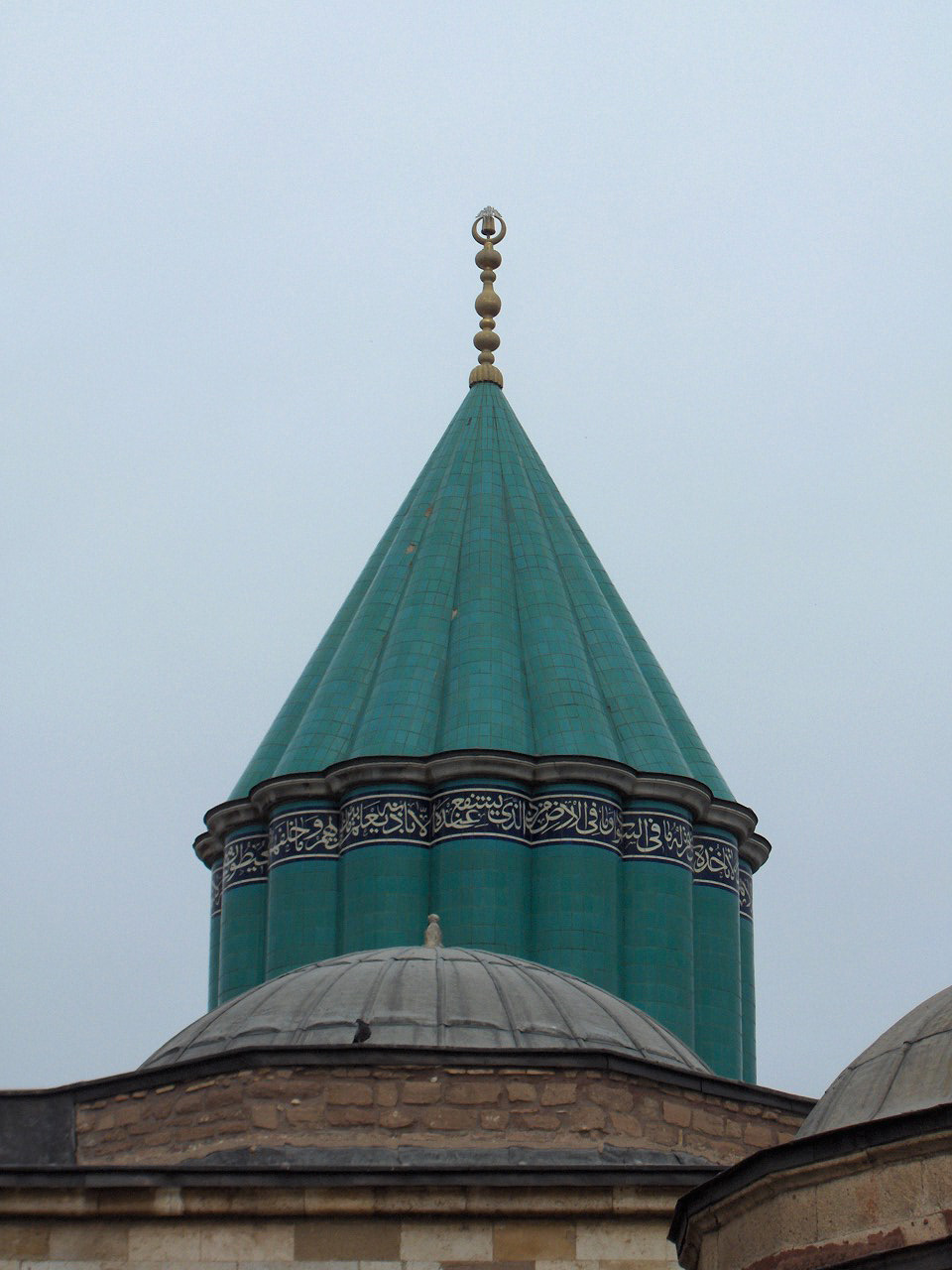
mausoleum van Jalal ad-Din Rumi

Het jaar 1273 is het 73e jaar in de 13e eeuw volgens de christelijke jaartelling.

## Gebeurtenissen
februari
- 12 - De Hollandse graaf Floris V draagt het toezicht op de Maasdijk op aan heemraden uit Heusden, Altena en Holland en legt daarmee de grondslag voor het latere Waterschap Rivierenland.

mei
- 14 - Bij privilege van graaf Floris V van Holland wordt het Hoogheemraadschap van Schieland gesticht.

september
- 29 - Na een vacante troon van veertig jaar wordt Rudolf I van Habsburg in Frankfurt gekozen tot Duits koning

oktober
- 24 In de Dom van Aken wordt Rooms koning Rudolf I gekroond.

zonder datum
- Baibars breekt de politieke macht van de Assassijnen in Syrië.
- Galata wordt een kolonie van Genua.
- Delfland (1289) en Schieland worden afgesplitst van het baljuwschap Rijnland.
- Vlaardingen (vermoedelijke jaartal) en Wassenberg verkrijgen stadsrechten.
- Willem van Tripoli schrijft Tractatus de Statu Saracenorum, waarin hij ervoor pleit te proberen de Saracenen te bekeren in plaats van ze met geweld te onderwerpen.
- Na jaren van belegering weten de Mongolen de Chinese stad Fancheng in te nemen nadat Perzische specialisten een aantal trebuchets hebben gebouwd.
- Holstein-Kiel wordt opgedeeld in Holstein-Kiel en Holstein-Segeberg.
- Erik V van Denemarken trouwt met Agnes van Brandenburg.
- Jan I van Brabant trouwt met Margaretha van Dampierre.
- De Maas bij Hedikhuizen wordt afgedamd. Ontsstaan van het Oude Maasje. (jaartal bij benadering)
- oudst bekende vermelding: Ilmenau, Maillen

## Kunst en literatuur
- begin van de bouw van de kathedraal van Limoges

## Opvolging
- Courtenay - Boudewijn II van Constantinopel opgevolgd door zijn zoon Filips I
- Duitse Orde - Hanno van Sangershausen opgevolgd door Hartman van Heldrungen
- Duitsland (verkiezing 1 oktober, kroning 24 oktober) - Rudolf van Habsburg als opvolger van Richard van Cornwall
- Granada - Mohammed I ibn Nasr opgevolgd door zijn zoon Mohammed II al-Faqih
- Kroatië - Matej Čak opgevolgd door Pavao Šubić Bribirski
- Lippe - Bernhard IV opgevolgd door zijn zoon Simon I opgevolgd door
- Loon - Arnold IV opgevolgd door zijn zoon Jan
- Tempeliers - Thomas Bérard opgevolgd door Willem van Beaujeu

## Afbeeldingen

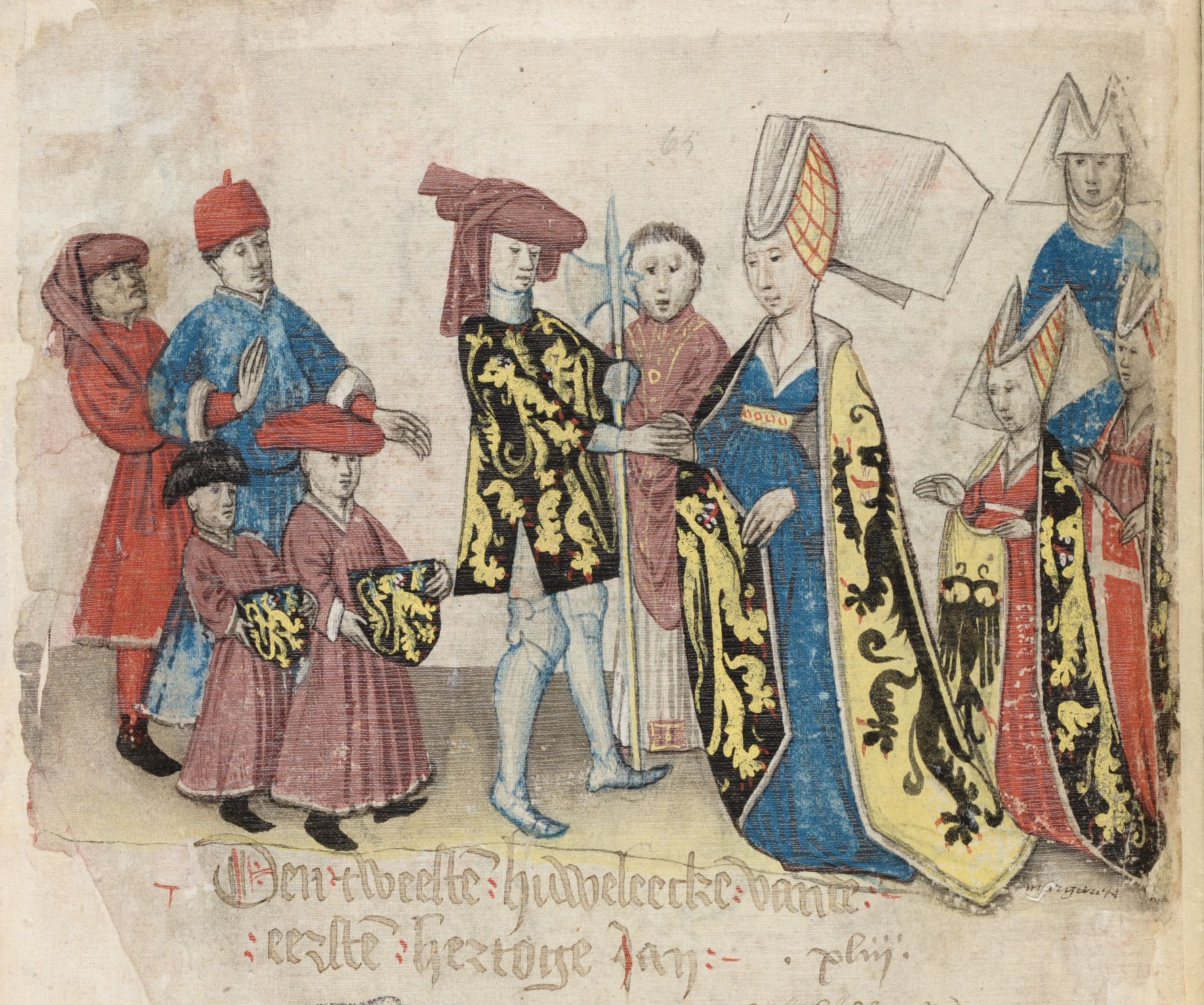
huwelijk van Jan van Brabant en Margaretha van Dampierre
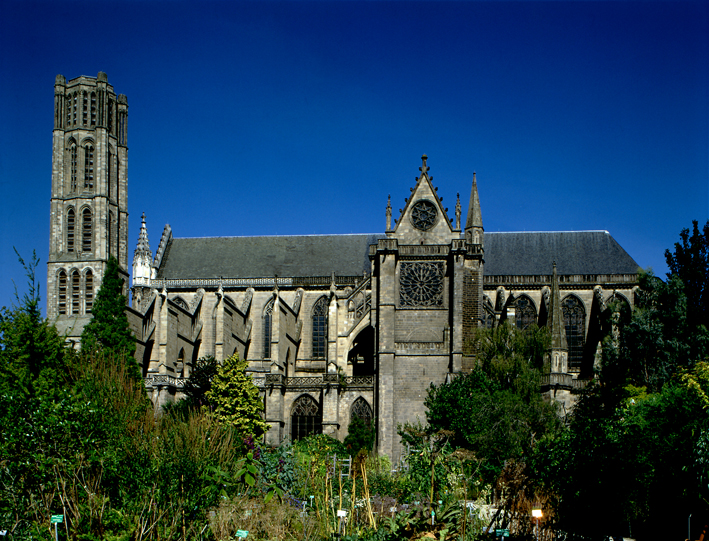
kathedraal van Limoges

## Geboren
- 14 januari - Johanna I, koningin van Navarra (1274-1305)
- 24 november - Alfons van Chester, Engelse prins
- Margaretha van Anjou, gravin van Anjou en Maine
- Maria van Lusignan (1273-1322), echtgenote van Jacobus II van Aragon

## Overleden
- 25 januari - Odo van Châteauroux (~82), Frans filosoof
- 22 februari - Arnold IV, graaf van Loon (1227-1273) (vermoedelijke datum)
- 8 juli - Hanno van Sangershausen, grootmeester van de Duitse Orde (1256-1273)
- 9 oktober - Elisabeth van Beieren (~46), echtgenote van Koenraad IV en Meinhard II
- 23 oktober - Aleidis van Bourgondië (~40), echtgenote van Hendrik III van Brabant
- oktober - Boudewijn II, keizer van Constantinopel (1228-1261) en markgraaf van Namen (1237-1263)
- 17 december - Jalal ad-Din Rumi (66), Perzisch filosoof
- Hildebold van Wunstorf, aartsbisschop van Bremen
- Hojo Masamura (67), shikken (regent van de shogun) (1264-1268)
- Mohammed I ibn Nasr, sultan van Granada (1232-1273)
- Thomas Bérard, grootmeester der Tempeliers